# Grätzelsolcell
Grätzelsolceller är en variant av solcell, skapad av Michael Grätzel, som drar nytta av färgämnen och nanopartiklar av titandioxid som fotoaktivt substrat. Principen för Grätzelcellen bygger på fotoelektrisk effekt.

## Uppbyggnad
Grätzelcellen har plastfolie eller glas med ledande skikt på vardera sidorna av solcellen. På glaset har ett lager av halvledaren TiO2 strukits på. När det har torkat infärgas det vilket leder till att det bildas ett monolager av färgämnesmolekyler på halvledarens yta. Två skikt sätts sedan ihop, ett infärgat och ett som inte är det. Skikten sätts ihop med de ledande sidorna vända mot varandra. Då skikten sitter ihop tillsätts elektrolyt mellan dem.

## Funktion
Grätzelcellen genererar energin genom elektron-förflyttning mellan den fotoaktiva negativa sidan bestående av infärgad TiO2 – anoden – och den positiva motelektroden av plastfolie eller glas. Då solljus träffar den infärgade sidan avger den negativt laddade elektroner som via TiO2 tar sig över till den andra elektroden via en yttre ledare (och eventuell last). Det uppstår då ett tomrum på den infärgade sidan som fylls  med elektroner från joner i elektrolyten. Jonerna blir oxiderade av färgämnet. När tomrummen har blivit fyllda kan elektronförflyttningen  upprepas. Grätzelcellen bygger på att denna process repeteras tills elektrolyten inte längre avger joner.

## För- och nackdelar
Grätzelsolcellen är kostnadseffektiv jämfört med den vanliga solcellen. Grätzelcellens enkla konstruktion med endast tre komponenter gör att den är lätt att tillverka. Grätzelcellens verkningsgrad är lägre än andra solcellers men den tar igen det genom sin enkla konstruktion.